# Kingdom Under Fire: Circle of Doom
Kingdom Under Fire: Circle of Doom — экшен-RPG, разработанная компанией Blueside специально для Xbox 360. Издателем выступила Microsoft Game Studios. Это четвертая игра серии Kingdom Under Fire. Действие разворачивается сразу после событий Kingdom Under Fire: The Crusaders, выпущенной в 2004 году.
Выход игры состоялся в Австралии 5 декабря 2007 года, затем в Японии 13 декабря 2007, в Северной Америке 8 января 2008, и 1 февраля 2008 в Европе.
В отличие от предыдущих игр серии, в Circle of Doom отсутствуют элементы стратегии в реальном времени, основное внимание уделено сражениям в режиме hack and slash.

## Предыстория
Давным-давно бог света Нимбел заключил соглашение с богом тьмы Энкаблосом: они договорились, что будут править миром по очереди, и пока властвует один, второй не будет вмешиваться. Нимбел, однако, был недоволен этим соглашением: он не хотел, чтобы его создания оказались под властью тьмы, поэтому, когда эра его подошла к концу, он отказался передать бразды правления Энкаблосу. Энкаблос был в ярости. Со своим темным легионом он вторгся в мир, чтобы захватить власть…

## Геймплей
В отличие от предыдущих игр серии, Circle of Doom — чистый hack and slash, в котором внимание полностью сфокусировано на персонаже игрока (в начале игры доступно 5 персонажей на выбор; еще один может быть разблокирован), и элементов стратегии в реальном времени здесь нет. На большинстве уровней игрок сражается в ближнем бою со множеством противников, управляемых компьютером. Игру можно проходить и в кооперативном режиме (до 4 игроков) через Xbox Live.

## Оценка
| Сводный рейтинг    | Сводный рейтинг |
| Агрегатор          | Оценка          |
| ------------------ | --------------- |
| GameRankings       | 55,72 %         |
| Иноязычные издания |                 |
| Издание            | Оценка          |
| Eurogamer          | 5/10            |
| Game Informer      | 5.25            |
| GameSpot           | 6/10            |
| GameSpy            | 2.5/5           |
| GameTrailers       | 5.9             |
| IGN                | 5.8/10          |
| OXM                | 8/10            |
| Play (UK)          | 8/10            |
| UGO                | C+              |

Игра получила смешанные отзывы. Средний рейтинг на GameRankings составил 56 % на основании 46 оценок. Official Xbox Magazine игру похвалил, отметив, что от отсутствия элементов стратегии в реальном времени она стала только лучше: игровой процесс превратился в «честное рубилово с кучей комбо», «приятно смотреть, как твой герой валит врагов направо и налево». Журнал Play Magazine отметил, что в игре появилось множество предметов, разнообразивших геймплей, Cheat Code Central отметил, что старым поклонникам жанра, скорее всего, игра больше придется по вкусу, чем любителям новшеств, поскольку многие элементы геймплея довольно незатейливы: «Если вы любите старые добрые экшен-RPG, то не разочаруетесь; в противном случае эта игра, вероятно, не для вас».
Больше всего критиковали однообразность геймплея. По мнению издания GameSpot «продираться сквозь толпы врагов поначалу довольно захватывающе» и в целом «привычно для жанра», но «со временем однообразие приедается». При этом критики отмечают, что кооперативный режим, доступный через Xbox Live, делает прохождение значительно более увлекательным.
Сюжет игры раскритиковали и GameTrailers, оценив его как «невнятный». Редакция IGN сообщила, что «проходя сюжетную линию за нового персонажа словно начинаешь играть в новую игру», тем не менее, диалоги прописаны «плохо» и «нелепо». Саундтрек же, напротив, получил очень высокие оценки: «довольно мощное звучание, удачно дополняющее моменты экшена».